# Musei Reali (Torino)
I Musei Reali sono un ampio complesso museale, situato nel cuore della città Torino e comprendente il Palazzo Reale, i Giardini Reali, la Biblioteca Reale, l'Armeria Reale, la Galleria Sabauda, il Museo di Antichità, il pian terreno di Palazzo Chiablese e la Cappella della Sacra Sindone. I Musei Reali offrono un itinerario storico, artistico e naturale che si estende su circa 50.000 mq, e che si è costituito progressivamente tra il XVI e il XX secolo, di pari passo con la storia della famiglia dei Savoia, inglobando anche reperti ben più antichi all'interno delle proprie collezioni.

## Storia
Il complesso museale dei Musei Reali nacque nel 2014 con il nome di Polo Reale per merito della art. 30 del D.P.C.M. n.171 del 29 agosto 2014 (la cosiddetta “Riforma Franceschini”, cioè il Regolamento di organizzazione del Ministero dei beni e delle attività culturali e del turismo, degli uffici della diretta collaborazione del Ministro e dell’Organismo indipendente di valutazione della performance). Si trattò di un'area museale comprendente istituti fino ad allora autonomi per gestione e controllo: il Palazzo Reale, l’Armeria Reale, la Biblioteca Reale, la Galleria Sabauda, il Museo di Antichità e i Giardini Reali.
A seguito del D.M. n. 43 del 23/01/2016 (Modifiche al decreto 23 dicembre 2014, recante “Organizzazione e funzionamento dei musei statali”), il Polo Reale cambiò il proprio nome in quello attuale di Musei Reali, aggiungendo al percorso di visita anche la Cappella della Sindone e il pian terreno di Palazzo Chiablese. Il cambio del nome corrispose alla volontà di proseguire nel percorso di autonomia dell'istituto e di definizione di una sua nuova identità come organismo unico.
Sin dal 2014 i Musei Reali si configurano come un unico museo, di rilevante interesse nazionale, dotato di autonomia speciale in ambito scientifico, finanziario, contabile e organizzativo.

## Visitatori
Nell'anno della sua istituzione (2016) è stato il ventiduesimo sito statale italiano più visitato, con 314.195 visitatori, che salgono a circa 470.000 aggiungendo gli ingressi allo spazio per le esposizioni temporanee di Palazzo Chiablese. Nel 2018 l'intero complesso, incluse le mostre ospitate nelle Sale Chiablese, è stato visitato da 515.632 visitatori.
Nel 2023 risulta all'undicesimo posto tra i musei più visitati d'Italia con 626.321 visitatori.

## Galleria d'immagini

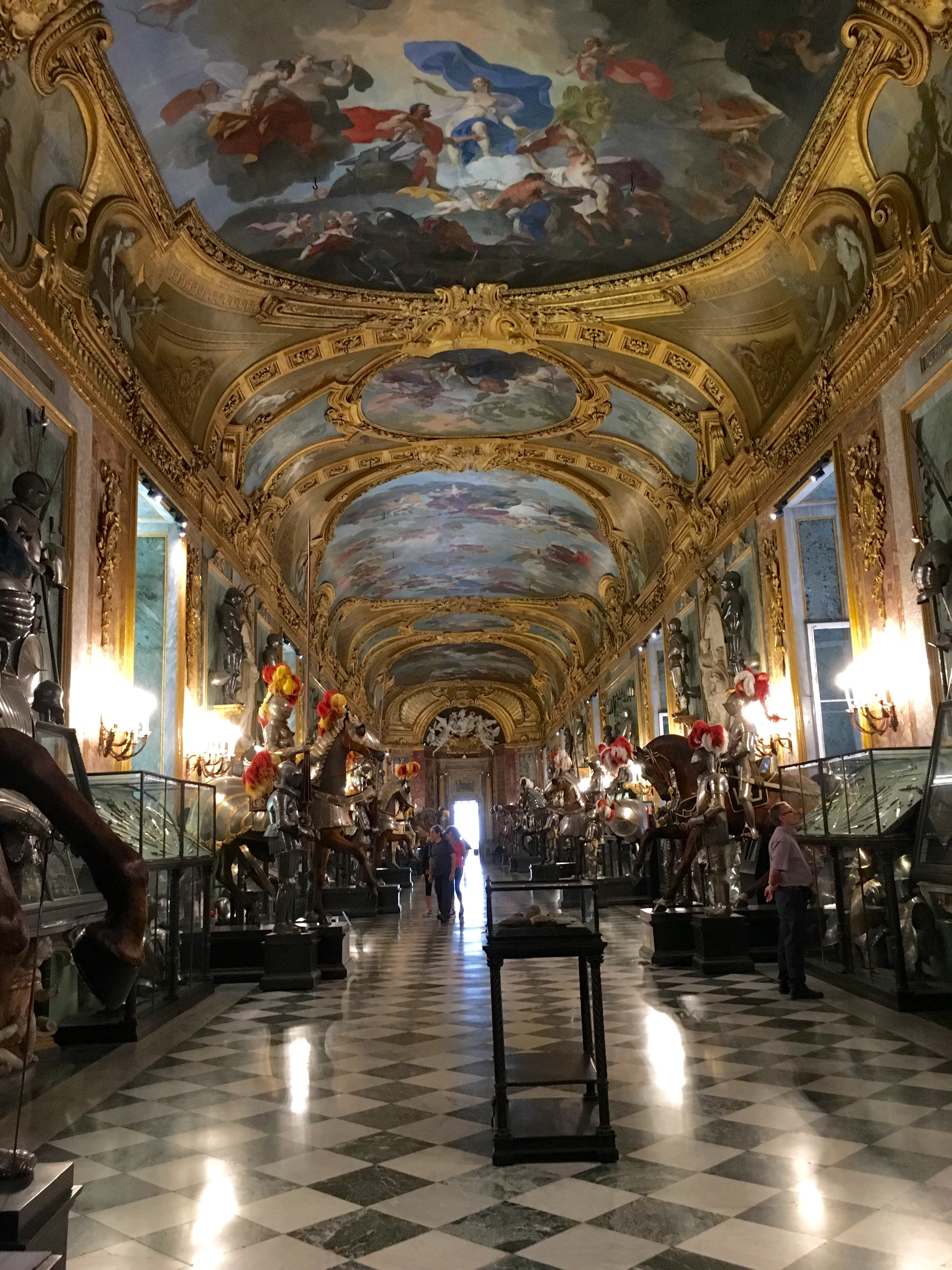
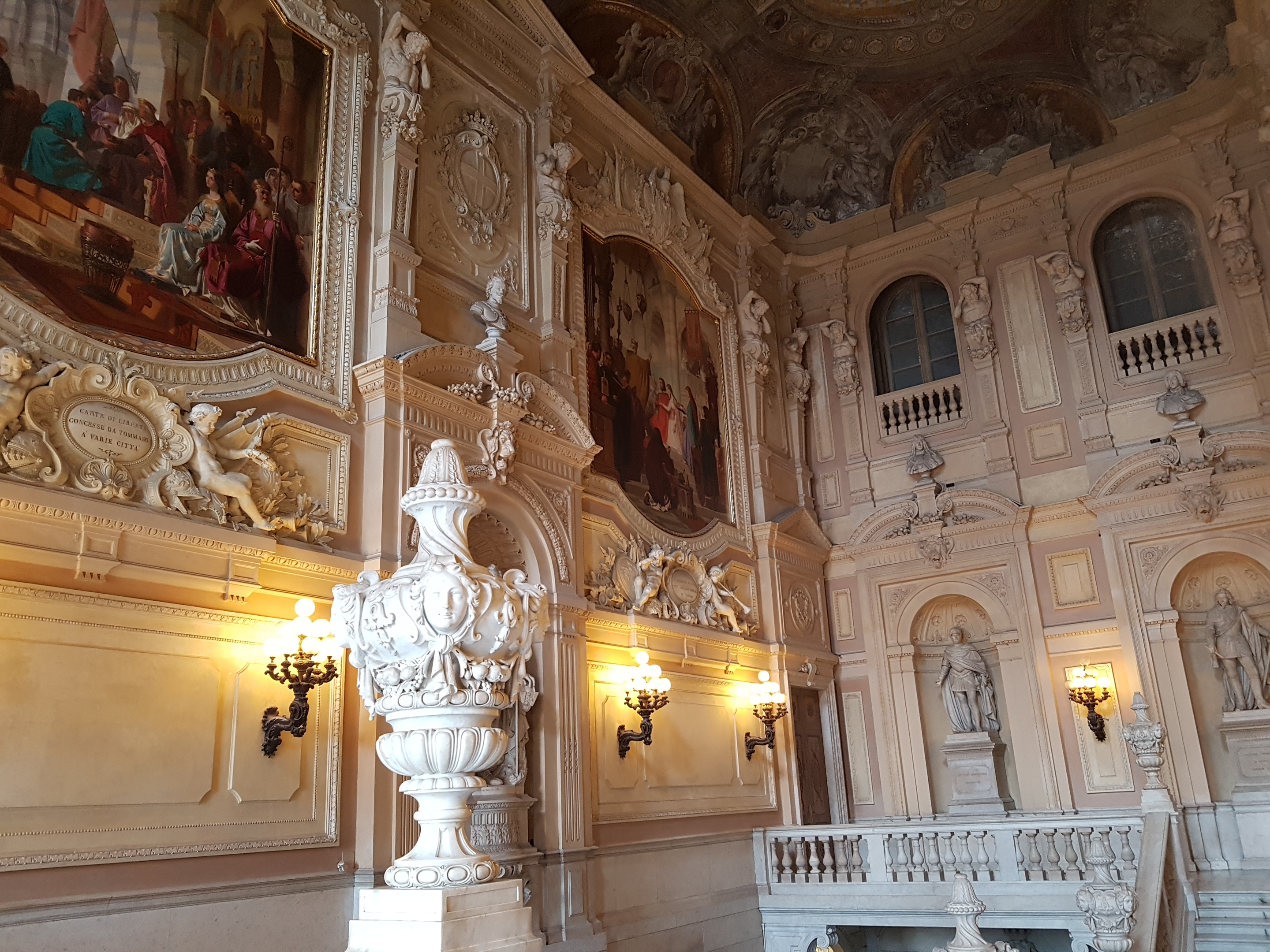
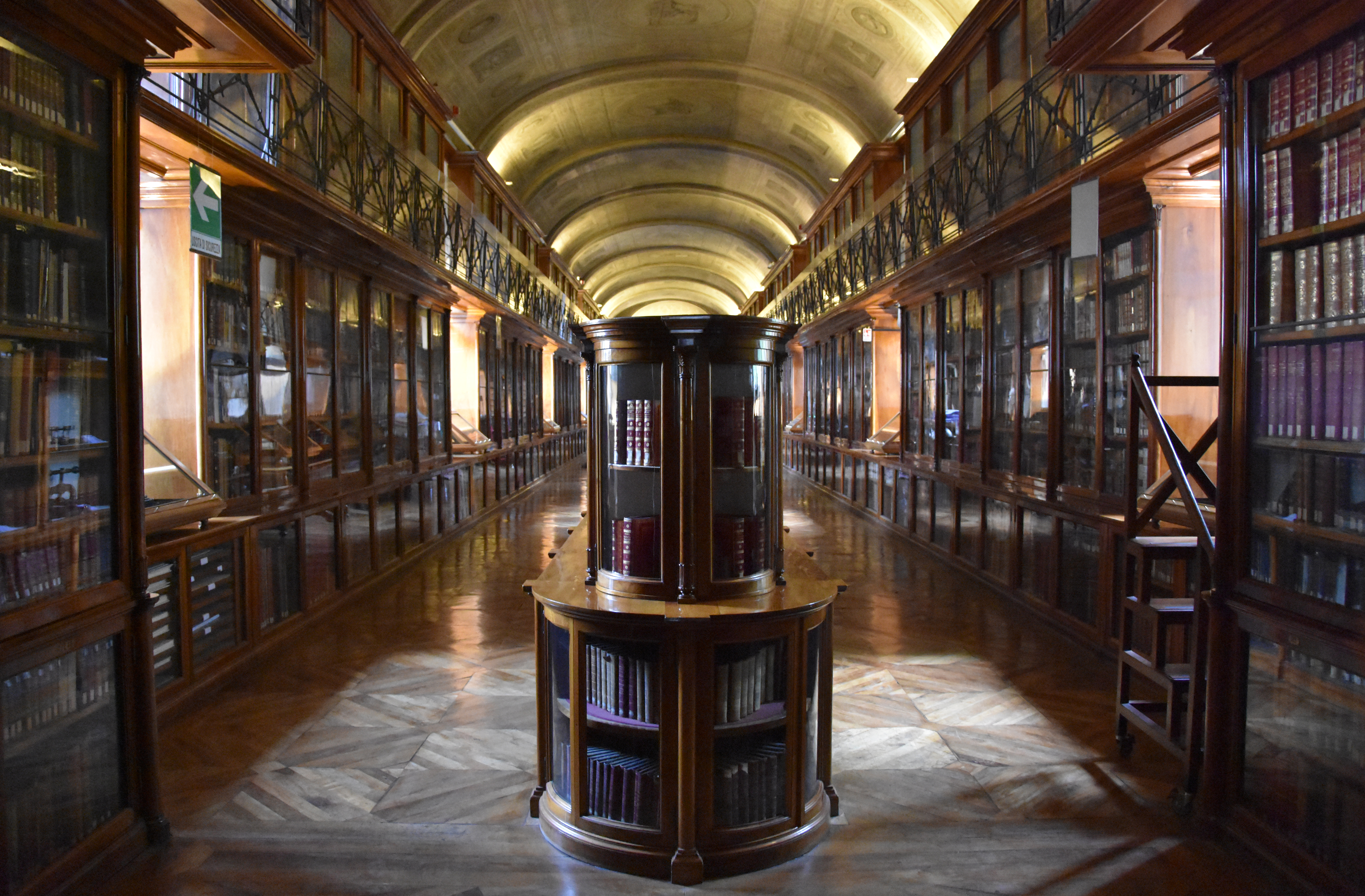
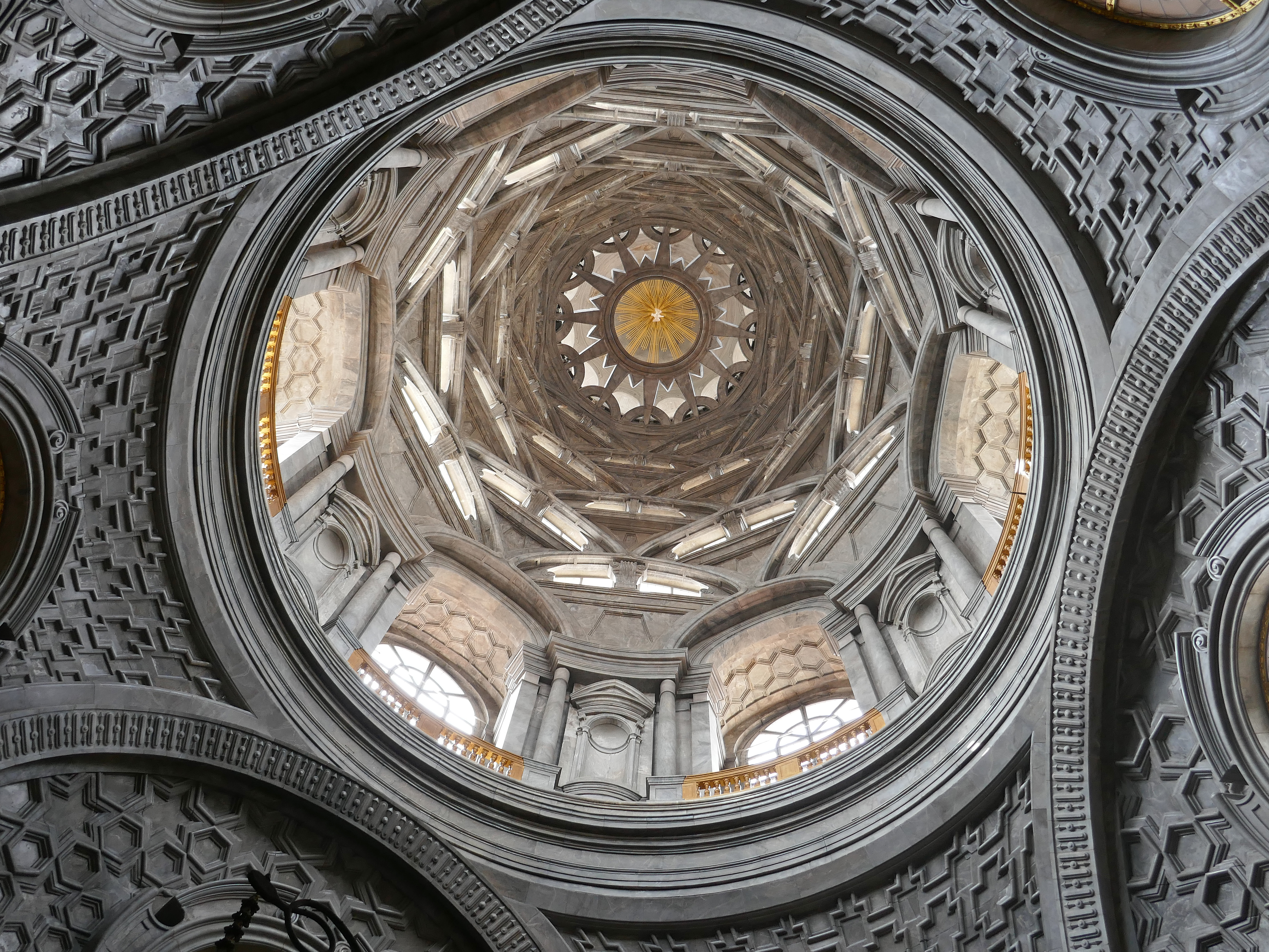